# Atlético Petróleos do Namibe
L'Atlético Petróleos do Namibe és un club de futbol de la ciutat de Namibe, Angola.
El club també és conegut pel nom del seu patrocinador Desportivo Sonangol. Va descendir de la primera a la segona divisió d'Angola al final del campionat de 2007.

## Palmarès
- Copa angolesa de futbol: [1][2]
  - 2001, 2004